# 古竹孝一
古竹 孝一（ふるたけ こういち、1971年（昭和46年）7月27日 - ）は、日本の実業家。株式会社NISSIN代表取締役、いすみ鉄道株式会社代表取締役社長。

## 来歴・人物[2][3]

### 出生・学生時代
香川県高松市出身。高松幼稚園、香川大学教育学部附属高松小学校・高松中学校、高松第一高等学校卒業。日本大学理工学部交通土木工学科卒業。東京交通短期大学卒業。1997年、日本大学大学院理工学研究科交通土木工学専攻終了。同大学院では桜工賞を受賞。
東京では単独浪人をし、翌年には昼間と夜学のダブルスクールを行い、在学中には道路公団関係コンサルタントに所属していた。学生時代には江戸千家宗家に通っており千葉県船橋市に在住。

### 実業家
大学院卒業後は日新グループ関連企業の株式会社タダノへ出向。2002年に株式会社日新代表取締役（現：株式会社NISSIN）に就任。その際、父である先代社長との3年間で同様の立場に付き社長業を学ぶ。日新グループ社長室長としてグループ7社の再建を目指し固定費削減を目指し人員削減を推進するも、若さゆえ再建の厳しさを実感したという。
2004年に同僚と特殊車両販売会社の有限会社NCコーポレーションを設立、2006年家業である日新タクシー株式会社の代表取締役に就任するし、2008年には日新タクシーも含めグループ全体の社長に就任する。
2007年に保険代理店株式会社NICを設立、2009年にボランティア・健康事業を業態変更しイベント会社としてNeedz株式会社を設立。2011年、日新タクシー取締役会長。2012年にはUDON楽カウントダウン高松を開催し、3年に一度の開催を継続中。
2014年、高松市まちづくり学校委員長に就任し、セキュリティ会社株式会社Cysec-Labへも参画。UDON楽カウントダウン実行委員会が継続事業として認められ、一般社団法人樂藝賓を設立。2015年設立者さだまさしの一般財団法人風に立つライオン基金に四国支部理事として就任。2016年太陽光事業に参入し、合同会社を設立する。2017年健康事業部boneedzを独立し株式会社NBMへ参画（現在は暖簾分け）。
2018年、いすみ鉄道（千葉県）の社長公募を「誕生日に知るというのは何かの思し召し」と応募。40人以上の応募者の中から交通業界での経験などを買われ同年11月より社長に就任する（現在３期）。いすみ鉄道では「い鉄ブックス」や井原鉄道、四国旅客鉄道（JR四国）との提携など、様々な新しい試みを行っている。2019年、公益財団法人風に立つライオン基金 理事長に就任する。

## 役職[5]
- いすみ鉄道株式会社代表取締役社長
- 公益財団法人風に立つライオン基金理事長
- 株式会社NISSIN代表取締役
- 日新タクシー株式会社取締役
- 株式会社Cysec-Lab取締役
- NA/NI/NU/NE/NO合同会社代表社員
- 一般社団法人樂藝賓（UDON楽）理事・事務局長
- 高松観光大使
- 高松商工会議所常議員交通部会副部会長
- 114あぐら会副会長
- 商工中金ユース会理事
- 社会福祉法人喜勝会評議員
- 社会福祉法人銀星の家評議員
- 四国自動車電装品組合元理事長
- 日本大学校友会香川支部事務局長
- 高松第一高等学校桜紫会梅友会代議員附属学園
- 附属高松中学校70周年実行委員会実行委員長

## 資格・支援活動[6]
- 真宗興正派慈光寺法名　古竹孝薫
- 江戸千家茶道教授
- 瑞林庵　古竹孝雪　財団理事
- 日本経営心理士協会　経営心理士
- ほめる達人協会検定2級
- 自動車車二種免許・無線従事者
- 小型船舶一級免許
- 移動式クレーン免許
- 高所作業車免許
- アーク溶接講習者
- 少林寺拳法二段少拳士
- 一般社団法人鬼ごっこ協会3級公認指導者・準会員
- 日本トライアスロン連合公認審判員3級
- 香川県トライアスロン協会会員
- 一般社団法人交通環境整備ネットワーク会員
- 公益財団法人オイスカ香川中讃支部会員
- スペシャルオリンピック香川会員
- 高松市まちづくり学校実行委員会相談役
- 高松青年会議所シニアクラブ会員

## 講師・パネリスト[7]
- 国土交通省柏研修センター
- 一般財団法人運輸総合研究所
- 日本大学理工学部
- 東京交通短期大学
- 高松大学
- 東京都立大学
- 東京工業大学
- 岩倉高校
- 城西国際大学
- デジタルハリウッド大学
- 西武文理大学
- 明治大学
- 跡見学園女子大学
- 武蔵野美術大学
- 武蔵野大学
- 筑波大学
- 立教大学
- 立命館大学
- 法政大学